# Destilación extractiva

Diagrama de flujo del proceso que muestra un aparato de destilación extractiva. En este caso, los componentes de la mezcla A y B se separan en la primera columna a través del disolvente E (recuperado en la segunda columna).

La destilación extractiva se define como la destilación en presencia de un componente miscible, de alto punto de ebullición y relativamente no volátil, el disolvente, que no forma azeótropo con los otros componentes de la mezcla. El método se utiliza para mezclas que tienen un bajo valor de volatilidad relativa, cerca de la unidad. Dichas mezclas no se pueden separar por destilación simple, porque la volatilidad de los dos componentes en la mezcla es casi la misma, lo que hace que se evaporen a casi la misma temperatura a una velocidad similar, lo que hace que la destilación normal sea poco práctica.
El método de destilación extractiva utiliza un disolvente de separación, que generalmente no es volátil, tiene un alto punto de ebullición y es miscible con la mezcla, pero no forma una mezcla azeotrópica. El solvente interactúa de manera diferente con los componentes de la mezcla, lo que hace que cambien sus volatilidades relativas. Esto permite que la nueva mezcla de tres partes se separe por destilación normal. El componente original con la mayor volatilidad se separa como el producto superior. El producto del fondo consiste en una mezcla del solvente y el otro componente, que se puede separar nuevamente porque el solvente no forma un azeótropo con él. El producto del fondo se puede separar por cualquiera de los métodos disponibles.
Es importante seleccionar un disolvente de separación adecuado para este tipo de destilación. El solvente debe alterar la volatilidad relativa por un margen suficientemente amplio para un resultado exitoso. Se debe considerar la cantidad, costo y disponibilidad del solvente. El solvente debe ser fácilmente separable del producto del fondo y no debe reaccionar químicamente con los componentes o la mezcla, ni causar corrosión en el equipo. Un ejemplo clásico que se debe citar aquí es la separación de una mezcla azeotrópica de benceno y ciclohexano, donde la anilina es un solvente adecuado.